# Codo del Pozuzo (distrito)
O Distrito peruano de Codo del Pozuzo é um dos cinco distritos que formam a Província de Puerto Inca, situada no Departamento de Huánuco, pertencente a Região Huánuco, na zona central do Peru.

## Transporte
O distrito de Codo del Pozuzo é servido pela seguinte rodovia:
- PE-5NA, que liga a cidade de Yuyapichis (Região de Huánuco) ao distrito de San Luis de Shuaro (Região de Junín)
- PE-18B, que liga o distrito à cidade de San Rafael [1][2][3]